# Ношак
Ношак (на персийски: نوشاخ) е вторият най-висок връх в Хиндукуш след Тирих Мир, с височина от 7492 м. Разположен е в коридора Вахан, провинция Бадахшан в Афганистан. Това е най-високата точка в Афганистан и е най-западният масив от 7000 метра в света.
Ношак е вторият най-висок връх от диапазона на Хиндукуш и най-високият в Афганистан. Планината има четири отделни върха. Основният връх е изкачен през 1960 г. по югоизточното било от ледника Кадзи Дех от японска експедиция, водена от професор Сакато. Други членове на експедицията са Г. Ивацабо и Т. Сакай. Вторият най-висок връх в този диапазон е Ношак Изток на 7480 м, изкачен през 1963 г. от д-р Джералд Грубер и Рудолф Пишингер от Австрия. Третият най-висок връх в диапазона Централен Ношак е 7400 м. Австрийската експедиция от 1963 г. на д-р Джералд Грубер и Рудолф Пишингер също се приписва на изкачването на четвъртия връх на веригата Ношак, наречен Ношак Запад на 7250 м.
Афганистанският маршрут следва западния хребет, откъдето е относително право изкачване и полска експедиция през 1973 г. направи първото зимно изкачване успешно. По време на руската война ниският проход Сад Истрага е използван като път за снабдяване на моджахеди, а някои от прилежащите райони около Кази Дех са силно минирани, което донякъде го прави рисков. Понастоящем пакистанският маршрут значително облекчи разпоредбите за разрешителните, технически това е по-труден маршрут.

## Маршрути за изкачване
Върхът е достъпен както през Пакистан, така и от Афганистан, тъй като е точно на границата. Логистически маршрутът през Пакистан е по-удобен, тъй като нещата са по-организирани от този край. Следва се маршрута на Тирих Мир през долния и горния ледник на Тирич до лагер Бабу Оттук се отклонява от горния ледник Тирич към базовия лагер Ношак. Изкачването включва пресичане на морена между два ледопада, след което сипеен склон към южния хребет. Двата ледопада, изтичащи от Ношак, правят технически трудно изкачването от тази страна, създават се три лагера преди окончателното изкачване.
Алтернативно другият маршрут през Афганистан е от Бадакшан и Вакан. Логистично това е доста взискателно. Подхождането към върха през Афганистан е по-скъпо, тъй като районът все още е в процес на политическо успокояване и стабилизиране.